# Luca Beccari
Luca Beccari (n. Ciudad de San Marino, República de San Marino, 29 de octubre de 1974) es un político, contable y financiero sanmarinense. Está casado y tiene un hijo.
Es licenciado en Contabilidad y Finanzas. Tras licenciarse comenzó trabajando en la banca. En el año 1993, inició su carrera política perteneciendo al Partido Demócrata Cristiano Sanmarinense (PDCS).
En 1997 entró a trabajar como funcionario público del Banco Central de la República de San Marino. Años más tarde entre 2005 a 2006 y entre 2008 a 2012 fue coordinador del Departamento de Finanzas del Ministerio de Finanzas. Desde 2010 pertenece al Comité Central y a la ejecutiva del PDCS.
Seguidamente, desde las Elecciones parlamentarias de 2012 es parlamentario en el  Consejo Grande y General de San Marino. Como parlamentario es miembro de la Comisión parlamentaria de Finanzas.
Desde el día 1 de abril de 2014 hasta el 1 de octubre de 2014, fue Capitán Regente de San Marino junto a la política Valeria Ciavatta. Fue considerado como uno de los jefes de Estado o gobierno más jóvenes del mundo.